# П'яцельчиці
П'яцельчиці (біл. Пяцельчыцы) — село в складі Берестовицького району Гродненської області, Білорусь. Село підпорядковане Макарівецькій сільській раді, розташоване у західній частині області.